# لویزویل (مینه‌سوتا)
لویزویل، مینه‌سوتا (به انگلیسی: Lewisville, Minnesota) یک شهر در ایالات متحده آمریکا است که در شهرستان واتونون، مینه‌سوتا واقع شده‌است.

## خصوصیات
لویزویل ۰٫۷۵ کیلومترمربع مساحت و ۲۵۰ نفر جمعیت دارد و ۳۲۵ متر بالاتر از سطح دریا واقع شده‌است.